# Charles Wentworth Upham
Charles Wentworth Upham (4 de maio de 1802 - 15 de junho de 1875) foi um político e historiador.

## Vida
Representante dos Estados Unidos em Massachusetts Upham também foi membro e presidente do Senado do Estado de Massachusetts, o 7º prefeito de Salem, Massachusetts, e duas vezes membro da Câmara dos Representantes do Estado de Massachusetts. Upham era primo de George Baxter Upham e Jabez Upham. Upham foi mais tarde um historiador de Salem e dos Julgamentos das Bruxas de Salem de 1692, quando viveu lá.

## Publicações
- Life, Explorations and Public Services of John Charles Fremont. Ticknor and Fields, Boston, MA.  1856
- Salem Witchcraft with an account of Salem Village and a history of opinions on Witchcraft and Kindred Subjects. Frederick Unger, New York, 1978 (Reprint), 2 vv.
- "Salem Witchcraft and Cotton Mather A Reply". Morrisania, N.Y. 1869.  Domínio público. Projeto Gutenberg e-book gratuito.
- Lectures on Witchcraft Comprising a History of the Delusion in Salem in 1692 (1831) Kessinger Publishing (reimpressão), 2003. ISBN 978-0-7661-8088-8
- A Discourse Delivered on the Sabbath After the Decease of the Hon. Timothy Pickering. Kessinger Publishing, United States, 2010 (Reprint). ISBN 978-1-163-74927-2
- Eulogy on the Life and Character of Zachary Taylor. BiblioLife, LLC, USA (reimpressão), 2009. ISBN 978-1-117-40148-5
- Memoir of Francis Peabody, President of the Essex Institute. Pranava Books, 2008  (reimpresso sob demanda da edição de 1868)
- Letters on the Logos (1828) Kessinger Publishing, 2003 (reimpressão). ISBN 978-0-7661-4679-2
- Life of Sir Henry Vane, Fourth Governor of Massachusetts in the Library of American Biography, conducted by Jared Sparks Vol IV.